# 文殊院 (成都市)
文殊院（もんじゅいん）は、中華人民共和国四川省成都市青羊区にある仏教寺院。

## 歴史

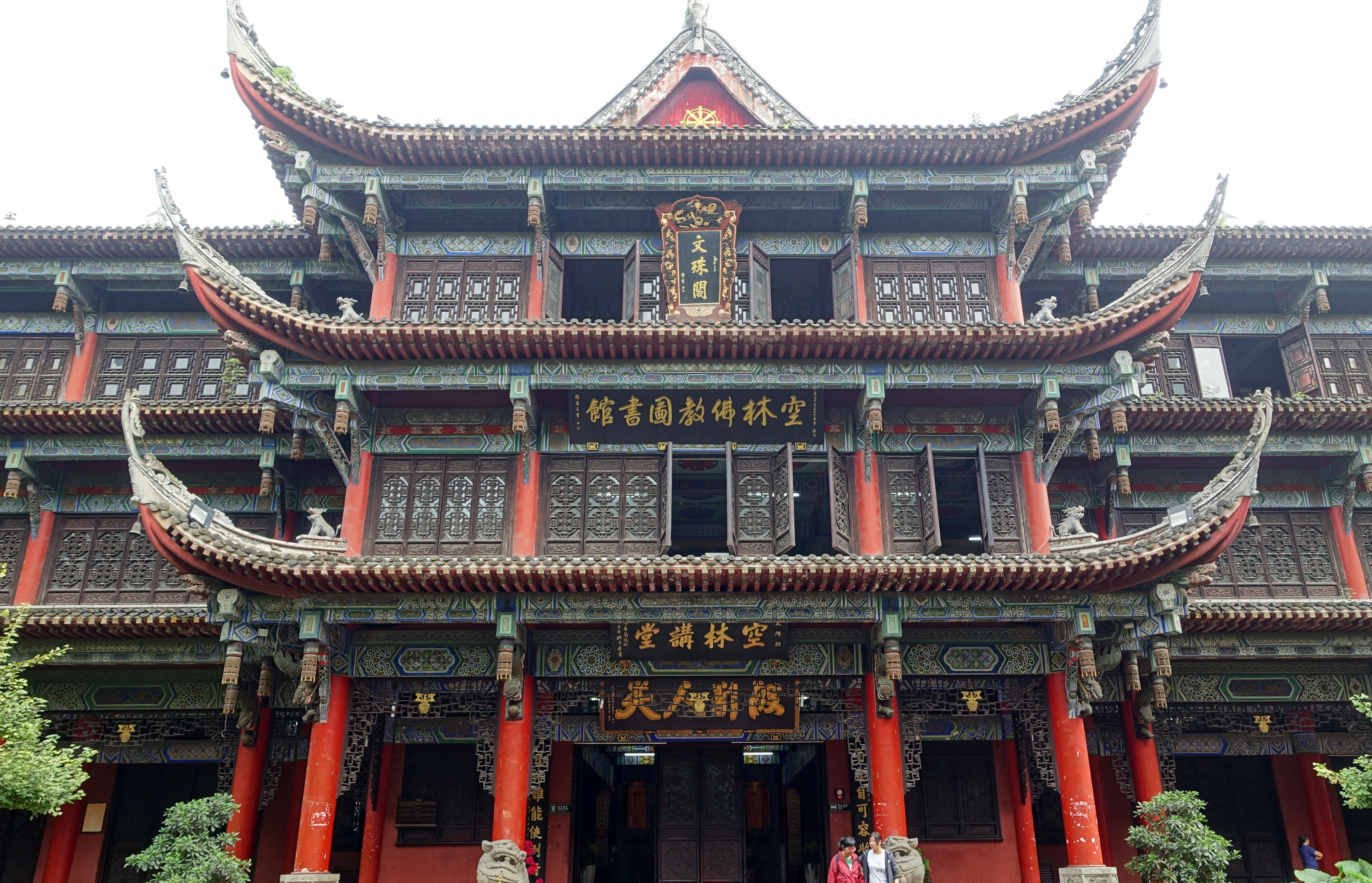
文殊閣

隋の大業年間（605年 - 617年）、文帝の子の楊秀により創建された。当時は信相寺と称した。五代十国時代に「妙円塔院」と改称。明末の兵火により焼失している。清の康熙20年（1681年）、僧慈篤が旧址に結庵して居した。康熙36年（1697年）は寺院を再建した。康熙41年（1702年）、康熙帝から「空林」の額を賜った。嘉慶と道光年間、方丈の本円法師は文殊院の拡張を主宰した。
1980年7月7日、四川省人民政府は仏寺を四川省文物保護単位に認定した。1983年、中華人民共和国国務院は仏寺を漢族地区仏教全国重点寺院に認定した。

## 伽藍
天王殿、大雄宝殿、鼓楼、鐘楼、三聖殿、法堂、文殊閣